# Doelmatigheidsloon
In de economie verstaat men onder het doelmatigheidsloon (Engels: "efficiency wage") een loon, dat boven het evenwichtsniveau ligt (het reserveringsloon). De werkgever heeft er belang bij een doelmatigheidsloon te betalen, dat hoger ligt dan het marktruimende reserveringsloon, om aan de ene kant de arbeidsproductiviteit te verhogen en aan de andere kant de frictiekosten, verbonden aan een hoge uitstroom van personeel (werving en training) te verlagen.

## Overzicht
Er zijn verschillende theorieën (of "microgrondslagen") waarom werkgevers een doelmatigheidsloon betalen dat boven het marktruimende reserveringsloon ligt:
- Vermijden van lijntrekken (Engels: Shirking): Als het moeilijk is de kwaliteit of de kwantiteit van de inspanningen van een werknemer te meten - en systemen van stukloon of commissie niet mogelijk zijn, kan er een prikkel voor de werknemer bestaan om "lijn te trekken" (dat wil zeggen minder werk te doen dan was afgesproken). In deze omstandigheden kan de werkgever besluiten een doelmatigheidsloon te betalen om zo voor de werknemer de kosten van ontslag wegens lijntrekken wat substantiëler te maken. Deze dreiging kan worden gebruikt om lijntrekken (of "moral hazard (moreel risico)") tegen te gaan.
- Minimaliseren van personeelsverloop: Door een doelmatigheidsloon te betalen, wordt de stimulans voor werknemers om ontslag te nemen en elders een baan te zoeken, die misschien meer betaalt, een stuk minder. Vanuit het perspectief van de werkgever is deze strategie logisch, omdat het tijd en geld kost nieuwe werknemers te werven, te selecteren en vervolgens ook op te leiden.
- Negatieve selectie (Engels: Adverse selection): Als de werkprestatie afhangt van de individuele bekwaamheid van de werknemers, zullen bedrijven die hogere lonen bieden erin slagen relatief meer werkzoekenden aan te trekken. Een doelmatigheidsloon betekent dan dat de werkgever een ruimere keuze krijgt uit de meest bekwame werkzoekenden.
- Sociologische theorieën: Doelmatigheidslonen kunnen het gevolg zijn van tradities. Akerlofs theorie beweert (eenvoudig weergegeven) dat een hoger loon tot een hogere moraal leidt, die op haar beurt weer een hogere arbeidsproductiviteit tot gevolg heeft.
- Diëtistische theorieën: In zeer arme ontwikkelingslanden kunnen doelmatigheidslonen het toestaan dat werknemers goed genoeg eten om ziekte te voorkomen en om harder en productiever te kunnen werken.

Het doelmatigheidsloonmodel van Carl Shapiro en Joseph E. Stiglitz, dat grotendeels gebaseerd is op lijntrekken (shirking), is bijzonder invloedrijk gebleken.